# Tau Fornacis
Tau Fornacis (101 Fornacis) é uma estrela na direção da constelação de Fornax. Possui uma ascensão reta de 03h 38m 47.66s e uma declinação de −27° 56′ 35.2″. Sua magnitude aparente é igual a 6.01. Considerando sua distância de 417 anos-luz em relação à Terra, sua magnitude absoluta é igual a 0.47. Pertence à classe espectral A0V.